# Международный аэропорт имени Бхимрао Рамджи Амбедкара
Международный аэропорт имени Бхимрао Рамджи Амбедкара (англ. Dr. Babasaheb Ambedkar International Airport) (ИАТА: NAG, ИКАО: VANP) — аэропорт в Индии, назван в честь индийского юриста Амбедкара Бхимрао Рамджи. Аэропорт находится рядом с городом Нагпур. Аэропорт обрабатывает около 4000 пассажиров в день, а также обслуживает двенадцать внутренних и два международных направления (Шарджа, Доха). В аэропорту находится база Индийских ВВС.

## История
Аэропорт был введён в эксплуатацию во время Первой мировой войны. Старые здания были отремонтированы во время Второй мировой войны, когда он был использован в качестве промежуточной базы. В связи увеличением пассажиропотока, новые здания терминалов, зал ожидания, туалеты были построены в 1953 году.
Через аэропорт Нагпур проходило почтовое авиасообщение, где четыре самолёта из Дели, Бомбей, Калькутта и Ченнаи каждую ночь с почтовым грузом прилетали в аэропорт. Служба не работала с января 1949 года до октября 1973 года. В данное время происходит модернизация аэропорта для принятия самолётов Boeing 777 и Boeing 787.